# Desa Sindangjaya (administrativ by i Indonesien, Jawa Barat, lat -7,79, long 108,25)
Desa Sindangjaya är en administrativ by i Indonesien.   Den ligger i provinsen Jawa Barat, i den västra delen av landet, 230 km sydost om huvudstaden Jakarta.